# Anopheles vietnamensis
Anopheles vietnamensis är en tvåvingeart som beskrevs av Nguyen Duc Manh, Tran Duc Hinh och Nguyen Tho Vien 1993. Anopheles vietnamensis ingår i släktet Anopheles och familjen stickmyggor.
Artens utbredningsområde är Vietnam. Inga underarter finns listade i Catalogue of Life.